# Semën Yakovlevich Nadson

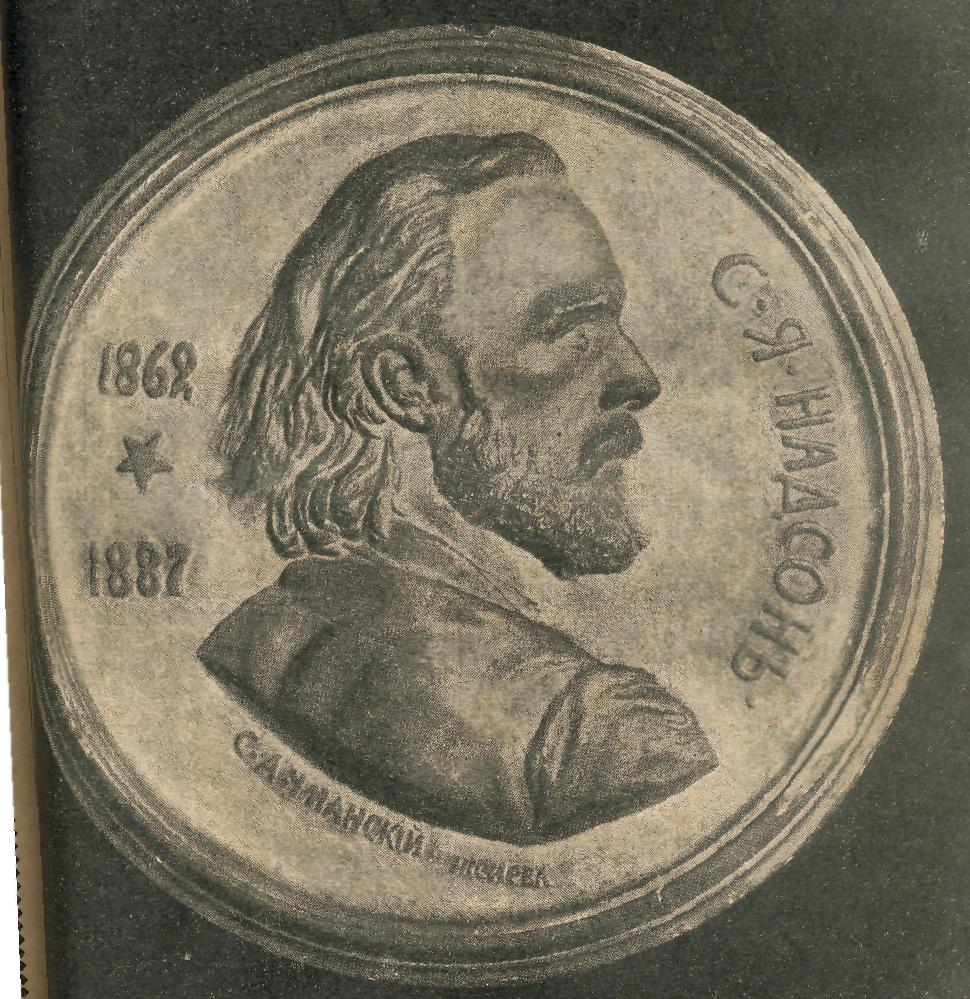
Semen Nadson

Semën Yakovlevich Nadson (tiếng Nga: Семён Яковлевич Надсон; 14 tháng 12 năm 1862 – 19 tháng 1 năm 1887) là một nhà thơ Nga.

## Tiểu sử
Semën Nadson sinh tại Sankt-Peterburg trong gia đình một công chức gốc Do Thái. Mồ côi bố mẹ sớm, Semën Nadson được chú nuôi dạy. Năm 1882 học xong trường quân sự, ông phục vụ trong quân đội. Semën Nadson biết làm thơ từ nhỏ, thời gian phục vụ trong quân đội ông tham gia nhóm thơ Pushkin, làm quen với nhiều nhà thơ nổi tiếng thời bấy giờ. Năm 1885 cùng với vợ đi ra nước ngoài chữa bệnh, năm 1886 sống ở ngoại ô Kiev. Năm 1886, theo lời khuyên của bác sĩ, ông chuyển về sống ở Yalta, Krym.
Tập thơ đầu tiên Стихотворения (1885) của ông gây được tiếng vang mạnh mẽ, năm sau, 1886 được tặng Giải thưởng Pushkin. Sau đó ông viết nhiều trường ca có giá trị và một số tác phẩm văn xuôi. Thơ của Nadson rất nổi tiếng trong giới bạn đọc trẻ tuổi những năm 1880 – 1890. Ông mất ở Yalta năm 25 tuổi, mai táng ở Sankt-Peterburg.

## Tác phẩm
Thơ:
- Стихотворения (1885)
- Томас Мюнцер (1879)
- Заря лениво догорает (1879)
- Осень... (1881–1882)
- В глуши (1884)
- Снова лучнная ночь (1885)
- Весенняя сказка (1882)

Văn xuôi:
- Литературные очерки. 1882–1886 (1887)
- К тихой пристани (in năm 1912)
- Юность Сергея Полянского (in năm 1912)
- Царевна Софья (1880)

## Một vài bài thơ
| За что? Любили ль вы, как я? Бессонными ночами Страдали ль за нее с мучительной тоской? Молились ли о ней с безумными слезами Всей силою любви, высокой и святой? С тех пор, когда она землей была зарыта, Когда вы видели ее в последний раз, С тех пор была ль для вас вся ваша жизнь разбита, И свет, последний свет, угаснул ли для вас? Нет!.. Вы, как и всегда, и жили, и желали; Вы гордо шли вперед, минувшее забыв, И после, может быть, сурово осмеяли Страданий и тоски утихнувший порыв. Вы, баловни любви, слепые дети счастья, Вы не могли понять души ее святой, Вы не могли ценить ни ласки, ни участья Так, как ценил их я, усталый и больной! За что ж, в печальный час разлуки и прощанья, Вы, только вы одни, могли в немой тоске Приникнуть пламенем последнего лобзанья К ее безжизненной и мраморной руке? За что ж, когда ее в могилу опускали И погребальный хор ей о блаженстве пел, Вы ранний гроб ее цветами увенчали, А я лишь издали, как чуждый ей, смотрел? О, если б знали вы безумную тревогу И боль души моей, надломленной грозой, Вы расступились бы и дали мне дорогу Стать ближе всех к ее могиле дорогой! Мелодия Я б умереть хотел на крыльях упоенья, В ленивом полусне, навеянном мечтой, Без мук раскаянья, без пытки размышленья, Без малодушных слез прощания с землей. Я б умереть хотел душистою весною, В запущенном саду, в благоуханный день, Чтоб купы темных лип дремали надо мною И колыхалася цветущая сирень. Чтоб рядом бы ручей таинственным журчаньем Немую тишину тревожил и будил, И синий небосклон торжественным молчаньем Об райской вечности мне внятно говорил. Чтоб не молился я, не плакал, умирая, А сладко задремал, и чтобы снилось мне... Что я плыву... плыву, и что волна немая Беззвучно отдает меня другой волне... Мне снилась смерть Мне снилась смерть: она стояла предо мной, Клубами ладана, как ризою, одета, В сияньи и в цветах, с улыбкой молодой И с речью полною печального привета... | Tại vì sao? Anh có từng yêu như tôi? Bằng những đêm không ngủ Có từng đau khổ vì nàng bằng một nỗi buồn thương? Có cầu nguyện cho nàng bằng nước mắt điên cuồng Bằng sức mạnh của tình yêu thánh thiện và cao cả? Kể từ cái ngày nàng về ngủ yên trong đất mẹ Khi anh nhìn thấy nàng trong lần cuối cùng Kể từ ngày ấy, có tan nát cuộc đời anh Và ánh sáng cuối cùng, với anh, đã không còn nữa? Không!.. anh vẫn như mọi khi, vẫn ước mong, vẫn sống Kiêu hãnh đi về phía trước, quên hết chuyện ngày qua Và sau đó, có thể, anh ra vẻ cười chê Đau khổ và buồn thương, cơn đau đã lặng. Anh là đứa trẻ của tình, của niềm hạnh phúc Anh không thể hiểu tâm hồn thánh thiện của nàng Anh không thể hiểu số kiếp và vẻ dịu dàng Như tôi hiểu ra, tôi đau đớn và mỏi mệt! Tại vì sao trong giờ phút chia ly, vĩnh biệt Anh có thể một mình trong nỗi buồn câm Đốt lên ngọn lửa của nụ hôn cuối cùng Hôn bàn tay bất động của nàng như cẩm thạch? Tại vì sao khi người ta hạ nàng xuống huyệt Dàn đồng ca hát về niềm hạnh phúc sau này Thì anh lại kết hoa cho nàng lên quan tài Còn tôi, như người lạ, chỉ nhìn trong khoảng cách? Nỗi lo lắng điên cuồng, giá mà anh biết được Và nỗi đau của lòng tôi đang nổi bão giông Thì anh đã tránh ra nhường cho tôi con đường Để tôi đến thật gần mộ người yêu dấu nhất! Tôi muốn chết trên đôi cánh mê say Trong giấc ngủ lười, gợi điều mơ ước Không hối hận, không nghĩ suy khó nhọc Không lệ nhoà vĩnh biệt với đất đai. Tôi muốn chết giữa mùa xuân ngát hương Giữa vườn hoang, trong một ngày tươi mát Để những cây gia màu đen mơ màng Và tử đinh hương nở hoa xào xạc. Để gần bên tiếng xao động bí huyền Của dòng suối, vẻ lặng yên thức giấc Trời xanh bằng vẻ im lặng trang nghiêm Về cõi vĩnh hằng nói cho tôi biết. Để tôi chết, không nguyện cầu, không khóc Mà ngủ mê, và để tôi mơ màng... Rằng tôi đang bơi ... rằng con sóng lặng câm Lặng lẽ chuyển tôi vào con sóng khác... Tôi mơ thấy cái chết trước mặt tôi Trong khói trầm, khoác áo bào tế lễ Trong hào quang, với nụ cười rất trẻ Và với lời chào đầy những buồn đau. Bản dịch của Nguyễn Viết Thắng. |